# Judo-Europameisterschaften der Männer 1968
Die Judo-Europameisterschaften 1968 der Männer fanden vom 17. bis zum 19. Mai in Lausanne statt. Fünf Jahre zuvor hatten bereits Europameisterschaften in Genf und damit ebenfalls in der Schweiz stattgefunden.
Das Team des Gastgeberlandes gewann keine Medaille. Peter Herrmann konnte im Halbschwergewicht seinen Titel aus dem Vorjahr verteidigen.

## Ergebnisse
| Gewichtsklasse                | Gold                   | Silber              | Bronze                      |
| ----------------------------- | ---------------------- | ------------------- | --------------------------- |
| Leichtgewicht (bis 63 kg)     | Piruz Martkoplischwili | Sergei Suslin       | Serge Feist Denis Pylypiw   |
| Halbmittelgewicht (bis 70 kg) | Roin Magaltadse        | Otari Natelaschwili | Czesław Kur Allan Wood      |
| Mittelgewicht (bis 80 kg)     | Wolfgang Hofmann       | Patrick Clement     | Ferdi Miebach Horst Leupold |
| Halbschwergewicht (bis 93 kg) | Peter Herrmann         | Helmut Howiller     | Paul Barth Ernst Eugster    |
| Schwergewicht (über 93 kg)    | Klaus Glahn            | Ansor Kiknadse      | Alfred Meier Erich Butka    |
| Offene Klasse                 | Wladimir Saunin        | Radovan Krajinović  | Klaus Hennig Günter Monczyk |

## Medaillenspiegel
| Rang | Land                            | Gold | Silber | Bronze | Gesamt |
| ---- | ------------------------------- | ---- | ------ | ------ | ------ |
| 1    | Sowjetunion                     | 3    | 3      | –      | 6      |
| 2    | BR Deutschland                  | 3    | –      | 4      | 7      |
| 3    | Deutsche Demokratische Republik | –    | 1      | 2      | 3      |
| 3    | Frankreich                      | –    | 1      | 2      | 3      |
| 5    | Jugoslawien                     | –    | 1      | –      | 1      |
| 6    | Niederlande                     | –    | –      | 1      | 1      |
| 6    | Österreich                      | –    | –      | 1      | 1      |
| 6    | Polen                           | –    | -      | 1      | 1      |
| 6    | Vereinigtes Königreich          | –    | -      | 1      | 1      |
|      | Total                           | 6    | 6      | 12     | 24     |